# Jacob Haugaard
|  | For fodboldspilleren, se Jakob Haugaard (fodboldspiller) |
Daniel Jacob Haugaard (født 12. maj 1952 i Tvøroyri, Færøerne) er en dansk-færøsk komiker, musiker, sanger, skuespiller og tidligere politiker. Han er halvt færing.
Han er søn af konstruktør Aage Haugaard og inspektrice Hansina Kathrina H. Hans uddannelse er en realeksamen fra Elise Smiths Skole i Aarhus i 1969 samt en hf-eksamen fra Risskov Amtsgymnasium, som han gik på i perioden 1969-74.
Han har arbejdet som bl.a. rengøringsassistent, murerarbejdsmand, montør, sømand, pædagogmedhjælper, huslærer og portør. I dag er han komiker, tekstforfatter, sangskriver og musiker.

## Karriere
I slutningen af 1970'erne var han aktiv i bandet Sofamania. De var en parodi på punk og lavede evergreens som "Mit hjem det har intet WC".
I 1980, efter opløsningen af Sofamania, starter Jacob Haugaard, sammen med Claus Carlsen, duoen Haugaard og Carlsen, som i de følgende år bliver storkult i Århus, sammen med Jacob Haugaards spirende politiske karriere. Det var ægte crazy musikkomik. De spiller nummeret "Haveje", som Kim Larsen udødeliggør på Midt om Natten. Haugaard og Carlsen udgiver i 1984 lp'en "Uden Sidestykke".
I 1984 mødte han Finn Nørbygaard på Østjyllands Radio, hvor de optrådte i små sketches som kontrollører hos Århus Sporveje, der tjekkede folks billetter med det karakteristiske “jadak” (“ja tak”). Disse figurer gik igen i DR TV's underholdningsprogram Lørdagskanalen, hvor de to jyder blev landskendte.
Gennem 1980'erne optrådte de to sammen under navnet Finn & Jacob og lavede bl.a. filmene Jydekompagniet og Jydekompagniet 3. Der var ingen Jydekompagniet 2, “fordi 2'ere altid bliver en fiasko!”. Makkerparret skiltes i 1989/90. I løbet af 1990'erne kunne de dog ses i en prisbelønnet serie reklamefilm for Tuborg Squash, disse reklamefilm var udtænkt af Henrik Juul fra reklamebureauet Wibroe, Duckert & Partners. I reklamefilmene optræder Jacob Haugaard som købmand og Finn Nørbygaard som kunde, der har svært ved at udtale sodavandens navn. I 1996 producerer de en film med titlen Finn Og Jacob - På Vejen Igen som indeholder en række nye sketches, musikvideoer samt de mest populære Tuborg Squash reklamefilm med parret. Filmen blev udgivet på VHS, og i 2004 genudgivet på DVD. I 2005 optrådte de to atter sammen i en række underholdningsprogrammer på TV 2 samt turnerede med et show.
Fra sit hjem i Malling med vandtårnet kørte han sin egen tv-station i baghaven indtil han i 1994 blev valgt ind i Folketinget som løsgænger og flyttede til Sjælland.
Jacob Haugaard har også deltaget i Dansk Melodi Grand Prix i 1999 med sangen "3 x Euro", som blev skrevet af Michael Hardinger.
Hans største hit er dog "Hammer Hammer Fedt", som til dels er en fordanskning af Billy Ray Cyrus' "Achy Breaky Heart".
Haugaard har været fast konferencier til Grøn Koncert siden 1993. Haugaard har, som følge af sin afdøde søns muskelsvindssygdom, haft et samarbejde med Muskelsvindsfonden, der arrangerer koncerten.
I 2010 modtog han Tribini-prisen, der gives til "humørspreder, som udviser original kreativitet i sit virke med et godt øje for de skøre og skæve vinkler" af Dyrehavsbakken.

## Politisk karriere
Jacob Haugaard har siden 1979 været opstillet til Folketinget i Århus Østkredsen som repræsentant for foreningen SABAE, Sammenslutningen af Bevidst Arbejdssky Elementer. Efter hvert valg brugte han den til partiet tildelte partistøtte til at servere øl og pølser til sine vælgere.
Som en parodi på andre politikeres valgløfter rummede Jacob Haugaards valgprogram i 1994 løfter om stort og småt:

### Valgløfter
- Medvind på cykelstierne
- Bedre vejr
- Indefrosne dyrtidsportioner skal udbetales i rutebiler
- Erhard Jacobsen skal være minister for Ringgadebroen i Århus
- Fregatten Jylland skal gøres kampklar (skibet blev færdigrestaureret i 1994)
- Pissoiret foran Århus Musikhus skal genopføres (en toiletbygning blev opført i 1986)
- Ingen sex på lærerværelset
- Større julegaver til alle (Haugaard brugte 20.000 på julegaver til folk i Århus. Heriblandt et gebis og et nyt sæt tøj, dækket af TV2 Østjylland)
- Flere hvaler i Randers Fjord
- 3-dobbelt taletid til Dohrmann i handicap-året
- Flere renæssancemøbler i IKEA
- Valutareserverne skal udstilles på Charlottenborg
- Siddevenlige bænke på torvet i Odder
- Privatiser søkortarkivet - første skridt i redningen af København
- Stop Gorbatjovs forringelser af de arbejdsskys vilkår i Sovjet
- Indrømmelse til Indre Mission: Man bliver liderlig af at danse
- Indrømmelse til Indre Mission: Jesus var egentlig tysker
- Indrømmelse til Indre Mission: Kål giver luft i maven
- Indrømmelse til Indre Mission: Man kan ikke leve uden penge i dag
- Red København! Den eneste millionby i Verden, hvor der tales dansk
- For retten til at være dum
- Det glade vanvid er bedre end det flade tandbid
- Brug de gamle raketter først
- Folk uden humor bør tildeles mellemste invalidepension
- Arbejdere i alle lande: Hold op med det!
- Genindfør nytårsknaldet!
- Arbejde er noget opreklameret lort
- Runde tal er sunde tal
- Hellere en lykkelig astmatiker end en ulykkelig timelønnet
- Stem Per Kramer ud af Århus
- Vi skal nyde efter evne, og yde efter behov
- Holger Danske som arbejdsminister - han har aldrig rørt en finger
- Preben Elkjær som hofmarskal
- Plads til Trabier i overhalingsbanen
- Fred pissoiret foran Domkirken i klasse A!
- Cementrør i Alrødæmningen
- Kræv guldhornene tilbage fra frimurerlogen
- Elektriske kedler til alle over 60 år
- Escalator til Århus Philatelist Klub
- Privatiser socialhjælp - gør det rentabelt at forære penge væk
- Alle parcelhusejere med kælder, må få en fange hver
- Margaret Thatcher som landstræner - så skal brødrene Laudrup sgu få autoritet
- Mindre ondt i skuldrene til telefonistinder
- Sikkerhedsseler til stolene i Folketinget.

*Valgløfterne kan ses på Århus bymuseum i Den Gamle By*
I forbindelse med sit kandidatur har han sammen med Paul Smith udgivet bøgerne Hvis arbejde er sundt, så giv det til de syge! (1986) og Håndbog for førstegangsvælgere (1994).
Ved folketingsvalget 21. september 1994 blev Jacob Haugaard overraskende valgt i Århus Amtskreds med 23.253 personlige stemmer. Han var dermed den første, der efter Grundloven af 1953 blev valgt ind som løsgænger – bortset fra Hans Schmidt, der ved folketingsvalget i 1953 teknisk set blev valgt ind som løsgænger, selvom han reelt set repræsenterede Slesvigsk Parti.
Jacob Haugaard valgte ikke at genopstille ved folketingsvalget i 1998.
Søren Hagen malede et portræt af Haugaard, som Haugaard solgte til Folketinget for 50.000 kroner. Maleriet har været fremvist ved mange rundvisninger på Christiansborg, men i forbindelse med en renovering i 2011 blev maleriet taget ned. I 2012 blev maleriet dog hængt op igen og Haugaard udtalte i den forbindelse, at det kunne tjene til "evig skræk og advarsel", om at selv "populistiske tosser" kunne blive valgt ind i Folketinget.

## Privatliv
Jacob Haugaard er søn af Aage og Hansina Kathrina Haugaard. Hans bror, Jan Haugaard, er uddannet arkitekt og har været vært, tilrettelægger og instruktør på faktaprogrammer for TV2 og DR, heriblandt Faktisk og Viden om.
Hans søster, Agnes Haugaard, præst cand theol, har i 25 år virket som præst på Ærø. Før dette har hun fungeret som specialsygeplejerske rundt om i verden.
Haugaard er gift med Ilse Wilmot. Sammen fik de sønnen Nicolai. Han døde i 2008 i en alder af 38 år som følge af muskelsvind.
Haugaard havde i gennem mange år et alkohol- og hashmisbrug, som begyndte, da han var 15 år gammel. I 1992, da Ilse Wilmot havde forladt ham pga. misbruget, overvejede Haugaard at begå selvmord, men besluttede sig for at gå i behandling. Om beslutningen har han udtalt: "I de timer tænkte jeg kun, at jeg ikke kunne klare det her mere - at det var løbet fuldstændig af med mig. Min kone ville ikke hjælpe mig op. Hun orkede ikke, skred, og der gik det op for mig, hvor meget jeg elskede hende. Jeg fik et nervesammenbrud, og så tog jeg afsted." Haugaard var efterfølgende i fem uger på et behandlingshjem for alkoholikere på Falster. Ilse Wilmot udgav i 2011 bogen At overleve med en alkoholiker – Mit liv med Jacob Haugaard, der ifølge Berlingske er en "nådesløst ærlig og udleverende beskrivelse af et samliv med en af Danmarks mest kendte mænd og entertainere".

## Diskografi
- Sofamania - Århus by night 1977
- Sofamania 1978
- Sofamania 3, uudgivet 1980
- De dovne synger – måske! 1983
- Uden sidestykke 1984
- Jadak - i hjemmeværnet 1987
- Skalling fra Malling og Hvornår mor 1988 (single)
- Ja dak 1988
- Jacob Haugaard synger 1994
- Så'en er livet 1996
- Helt Kinesisk 1997
- Jeg er så lyk'lig 1999
- 20 hammerfede hits 2000
- Mig og min familie 2002
- Danser med Haugaard 2002
- I mit sommerhus 2009
- Venner 2014
- Tidsangivelse 2017
- Demo 2021

## Filmografi
| År   | Titel                        | Rolle              | Noter                                                                             |
| ---- | ---------------------------- | ------------------ | --------------------------------------------------------------------------------- |
| 1987 | Kampen om den røde ko        | bondeknolden Esben |                                                                                   |
| 1988 | Jydekompagniet               | Jacob              | Finn Nørbygaard medvirker også.                                                   |
| 1989 | Jydekompagniet 3             | Jacob              | Finn Nørbygaard medvirker også. Der findes ingen film med titlen Jydekompagniet 2 |
| 1992 | Jesus vender tilbage         | Billy Graham       |                                                                                   |
| 1996 | Finn & Jacob - På Vejen Igen | Jacob              | Finn Nørbygaard medvirker også.                                                   |
| 2001 | Jolly Roger                  | José               |                                                                                   |
| 2002 | Gamle mænd i nye biler       | Erling             |                                                                                   |
| 2011 | Den Sidste Rejse             | Jacob              | Finn Nørbygaard medvirker også.                                                   |